# 弓形狸藻
弓形狸藻（學名：Utricularia arcuata）为印度特有的狸藻属食虫植物。其种加词“arcuata”来源于拉丁文“arcus”，意为“弯曲”。其陆生季节性潮湿洼地中。1849年，罗伯特·怀特对其进行了最初的描述。